# Río Aldunate
El río Aldunate es un curso natural de agua emisario del lago Elena en la península de Taitao de la Región de Aysén.

## Historia
Algunos sostienen que el lago Elena pudo ser usado por los pueblos canoeros para atravesar la península sin salir al borrascoso océano Pacífico.
Luis Risopatrón lo describe en su Diccionario Jeográfico de Chile en 1924, utilizando el obsoleto nombre de la laguna Elena:
Aldunate (Río) 46° 43’ 74° 36’. Desagua la laguna Blanca, corre hácia el SW, entre riberas cubiertas de un bosque fragoso, que a veces oculta el rio entrecruzando su ramaje, vuelve al S, disminuye su cauce a 10 m de ancho i lo ensancha en partes hasta 150 m, entre tierras bajas, onduladas, donde el bosque suele desaparecer; tuerce despues al E, con un ancho que no excede de 20 m i se vácia en el estremo W del seno de aquel nombre, en un banco de fango, de 1,5 m de agua. El primer rápido, que pone término a la navegacion, se encuentra a 800 m de la desembocadura. 1, XXVII, p. 140 i 148 i carta 138; i 156.